# ウィンドウ・ホーセズ
『ウィンドウ・ホーセズ』（Window Horses: The Poetic Persian Epiphany of Rosie Ming）は、アン・マリー・フレミングが脚本と監督を務めた2016年のカナダの長編アニメーション映画。

## 公開
この映画は、2016年のアヌシー国際アニメーション映画祭で世界初公開され、北米では第41回トロント国際映画祭で初公開された。